# Tay Head
Tay Head är en udde i Antarktis. Den ligger på Joinville Island i Västantarktis. Argentina, Chile och Storbritannien gör anspråk på området.
Terrängen inåt land är kuperad åt nordost, men västerut är den platt. Havet är nära Tay Head söderut. Trakten är obefolkad. Det finns inga samhällen i närheten.